# Polynema ovulorum
Polynema ovulorum är en stekelart som först beskrevs av Carl von Linné 1758.  Polynema ovulorum ingår i släktet Polynema och familjen dvärgsteklar. Arten är reproducerande i Sverige. Inga underarter finns listade i Catalogue of Life.